# Stazione di Belgrado Centro
La stazione di Belgrado Centro (in serbo Железничка станица Београд–центар?, Železnička stanica Beograd Centar) è la principale stazione ferroviaria di Belgrado. È nota anche con il nome colloquiale di Prokop (Прокоп), per via dell'omonimo quartiere in cui è situata.
Divenne la principale stazione cittadina a seguito della progressiva chiusura della vecchia stazione di Belgrado Centrale, ufficialmente dismessa nel 2018.

## Storia
Il dibattito per la costruzione di una nuova stazione ferroviaria si protrasse per decenni, tanto che l'idea di costruire una stazione presso il quartiere di Prokop venne presentata nel febbraio 1970. La progettazione terminò nel 1974, e i primi lavori iniziarono il 3 dicembre 1976. Il deterioramento della situazione economica in Jugoslavia ne rallentò la costruzione, la quale fu interrotta e riavviata più volte nel corso degli anni. I bombardamenti NATO nel 1999 e la successiva mancanza di fondi ebbero come conseguenza una nuova sospensione dei lavori.
Nel 2005 venne aperto un bando internazionale per trovare un partner strategico che finisse la stazione e acquisisse i diritti per costruire e vendere strutture commerciali nell'area. Fu scelta la società ungherese TriGranit, la quale fu però licenziata nel 2008. Al suo posto fu riattivato il contratto del 1996 con Energoprojekt, secondo nella gara pubblica, ma una mancanza di fondi non permise di rispettare il termine ultimo del 2010. Nel 2012 fu ottenuto un prestito di 25,8 milioni di euro e il 3 dicembre 2014 ripresero i lavori, con Energoprojekt quale azienda capofila del consorzio edile, nuovamente scelta dopo la gara.
Il 26 gennaio 2016 la stazione venne ufficialmente inaugurata dal primo ministro Aleksandar Vučić, anche se essa all'epoca era ancora solo una delle svariate stazioni secondarie di Belgrado. Il 10 dicembre 2017 tutte le linee nazionali (tranne tre coppie di treni) vennero spostate dalla vecchia stazione di Belgrado Centrale a qui, nonostante alcune strutture fossero ancora da completare, così come i collegamenti con il resto della città. A partire dal 1º luglio 2018 la vecchia stazione cessò del tutto la propria attività, per cui la nuova stazione di Belgrado Centro divenne snodo anche per i treni internazionali.